# حظ باري ليندون
حظ باري ليندون (بالإنجليزية: The Luck of Barry Lyndon)، هي رواية من صنف السيرة الخيالية والتشردية والتاريخية والساخرة والمغامرات للكاتب البريطاني وليم ثاكري (1811-1863). ويستند هذا العمل بشكل كبير على حياة شخص حقيقي، وهو المغامر الايرلندي أندرو روبنسون ستوني. تم نشره في أحد عشر حلقة متعاقبة في مجلة فريزر من يناير وحتى ديسمبر (باستثناء أكتوبر) من العام 1844، ثم أعيد طبعها في نيويورك عام 1852 من قبل دار أبليتون وشركاه وفي لندن من قبل برادبري وإيفانز في عام 1856، هذه المرة بعنوان مذكرات باري ليندون، المحترم، كما يرويها بنفسه (بالإنجليزية: The Memoirs of Barry Lyndon, Esq., By Himself)، الذي تم اختياره من قبل الناشر وأن لم يعجبه ثاكري هذا الاختيار.
كتبت القصة على شكل مذكرات، وتروي قصة الايرلندي ريدموند باري الذي اتخذ اسم باري ليندون بعد زواجه من الكونتيسة ليندون. تجري مغامراته في قلب القرن الثامن عشر، وهو القرن المفضل لدى ثاكري.
وتغطي القصة الفترة من حوالي عام 1745 حتى 1814، سنة وفاة البطل. ورغم أن حياة باري تمتد في النصف الثاني بأكمله من القرن وما بعده، فإن القصة تركز على مدى السنوات الخمس والعشرين من بدايات باري في وطنه أيرلندا (1759-1760) وحتى سقوطه بعد عامين من وفاة ابنه (1785-1786). ومع ذلك، فقد سرد ثاكري العقود التالية بسرعة كبيرة، بما في ذلك السنوات التسعة عشر التي قضاها في لندن في سجن فليت إذ لم ير أهمية من سردها.
يتبع الكتاب شخصية «المارق»، أو الوغد الذي يشبع رغباته دوما ولا ضمير له، والعابث المتبجح والمستعد لفعل الأسوأ لتحقيق أهدافه. ويرى الراوي أنه أفضل الرجال، وبهذا يعهد الكاتب بمفاتيح القصة والسرد من خلال سمع وبصر الشخصية فيروي الأحداث كما يراها ويسمعها. ومع ذلك فإن ثاكيراي يسخر من المجتمع، وفي الوقت نفسه يرسم انتقادات جوفاء للشخصية؛ وبهذا بظهر باري كموضوع لهذه السخرية، سواء كان محل السخرية أو ملقيها.
ورغم نذالة باري، فلا يحمل صفات الشرير المأساوي، مثل ريتشارد الثالث أو ياغو أو ليدي ماكبث من مسرحيات شكسبير. وفقا للباحث جوردون راي فإنه يقع ضمن شخصية «الأحمق ذو الخلق» الذين يعيشون تحت ميثاق شرف منحرف ويحمل تبجيلا أعمى للولد والثروة والجاه، ويسلط كولبي الضوء على المفارقة التي يجسدها: رجل بلا أخلاق مهووس ببناء نفسه أمام الآخرين.
لقي الكتاب لامبالاة وأحيانا العداء من الجمهور الذي بالكاد فهموا محتواه؛ الوحيد الذي دافع عنه من زملائه كان الروائي ترولوب قال أن ثاكري «لم يقدم عملا استثنائيا مثل باري ليندون».
تم اقتباس الرواية إلى فيلم من قبل ستانلي كوبريك، الذي صدر في عام 1975، وحقق هذا الفيلم نجاحا متوسطا وأعاد الاهتمام لرواية ثاكري.

## روابط خارجية
- حظ باري ليندون على موقع الموسوعة البريطانية (الإنجليزية)